# Le Portel
Le Portel (Nederlands: Turbodingem) is een gemeente in het Franse departement Pas-de-Calais (regio Hauts-de-France). De plaats maakt deel uit van het arrondissement Boulogne-sur-Mer. Le Portel telde op 1 januari 2022 8.824 inwoners.

## Geschiedenis
De naam Le Portel betekent Haventje en werd zeker vanaf 1339 gebezigd. In vroeger tijd (858) heette de plaats Turbodinghem, een samenstelling van een persoonsnaam en -heem.
Le Portel was een gehucht van Outreau, en in 1856 werd het een zelfstandige gemeente.
Silex werktuigen en een Galloromeinse begraafplaats getuigen van vroege bewoning. In de middeleeuwen werd het bevolkt door landbouwers, later vissers.
De omgeving van Le Portel kende een aantal strategische punten waarop in diverse tijdvakken forten werden gebouwd.

## Geografie
De oppervlakte van Le Portel bedroeg op 1 januari 2022 3,85 vierkante kilometer; de bevolkingsdichtheid was toen 2.291,9 inwoners per km².

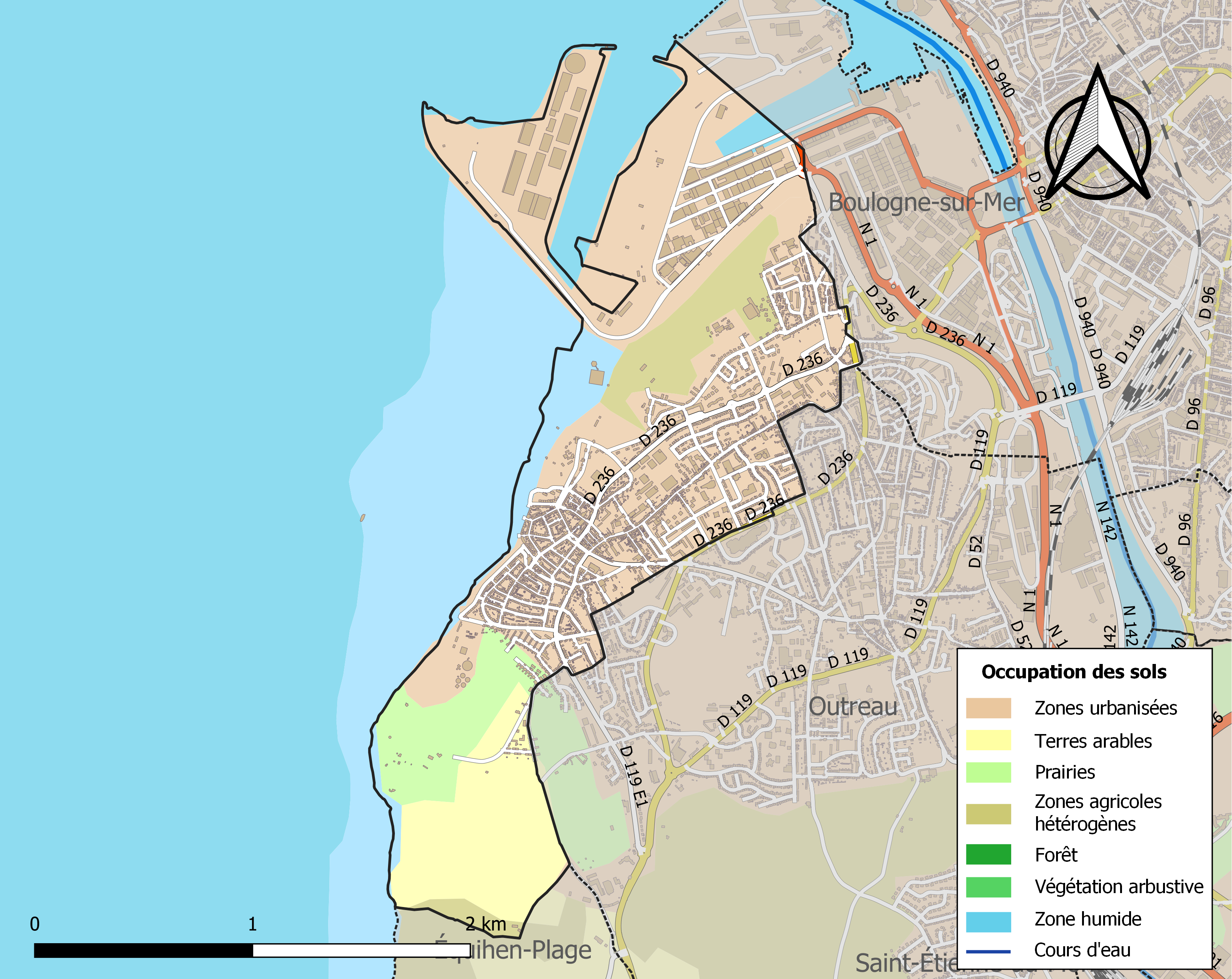
Kaart van de gemeente met belangrijkste infrastructuur, bodemgebruik en omliggende gemeenten

Le Portel ligt aan de Opaalkust en is vastgegroeid aan de stad Boulogne-sur-Mer. Ten zuiden van Le Portel ligt de Cap d'Alprech, een vooruitspringend klif. Hier zijn versterkingen gebouwd, onder meer om de haven van Boulogne-sur-Mer te beschermen. Verder naar het zuiden gaat de klifkust over in een duinenkust.
Le Portel heeft een breed strand, dat nog aangroeit.

## Bezienswaardigheden
- Vuurtoren van Le Portel op de Cap d'Alprech.
- Talrijke vestingwerken, zoals:
  - Fort de l'Heurt, van 1804
  - Fort d'Alprech, van 1883
  - Fort de Couppes, van 1883
  - Atlantikwall, met tal van bunkers
- Sint-Petrus-en-Pauluskerk (Église Saint-Pierre-Saint-Paul), na de Tweede Wereldoorlog op de grondvesten van de voorganger gebouwd in de stijl van het naoorlogs modernisme.
- Sint-Theresiakerk (Église Sainte-Thérèse) van 1955, ontworpen door Laloy.
- Argos, een radiomaritiem museum
- Notre-Dame de Boulogne, een beeld

## Afbeeldingen

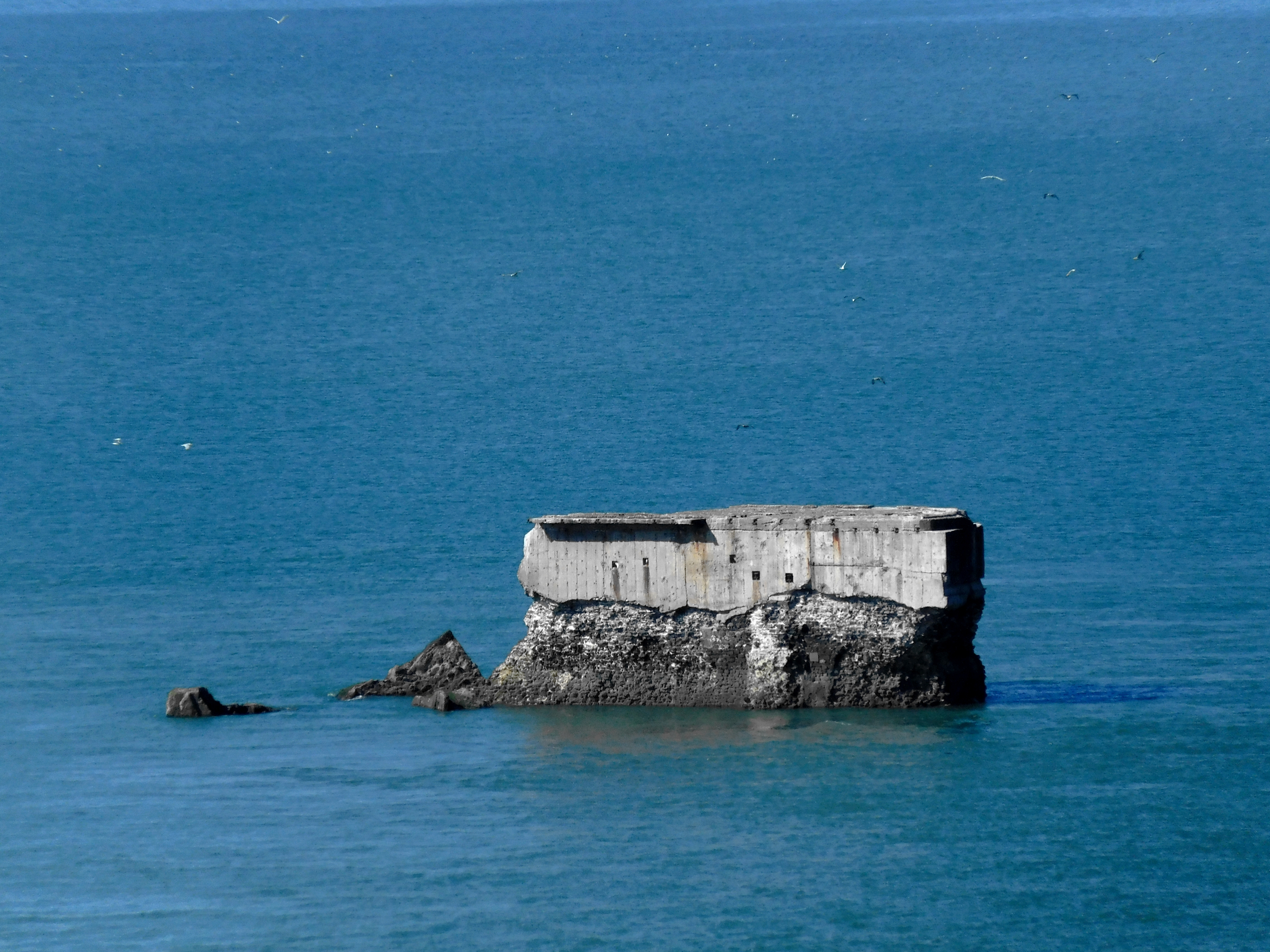
Resten Fort van Heurt uit 1803
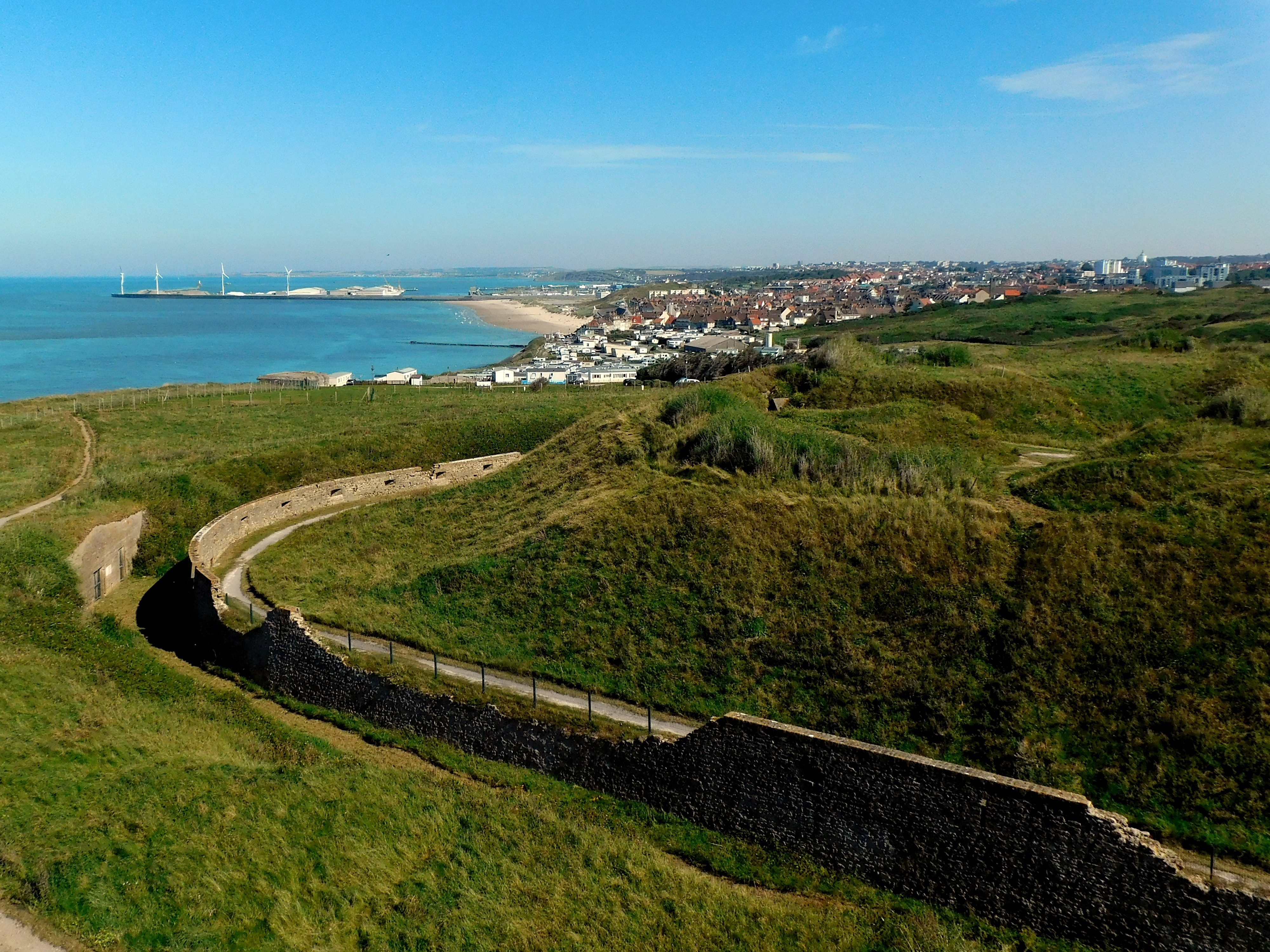
Fort d'Alprech uit 1879
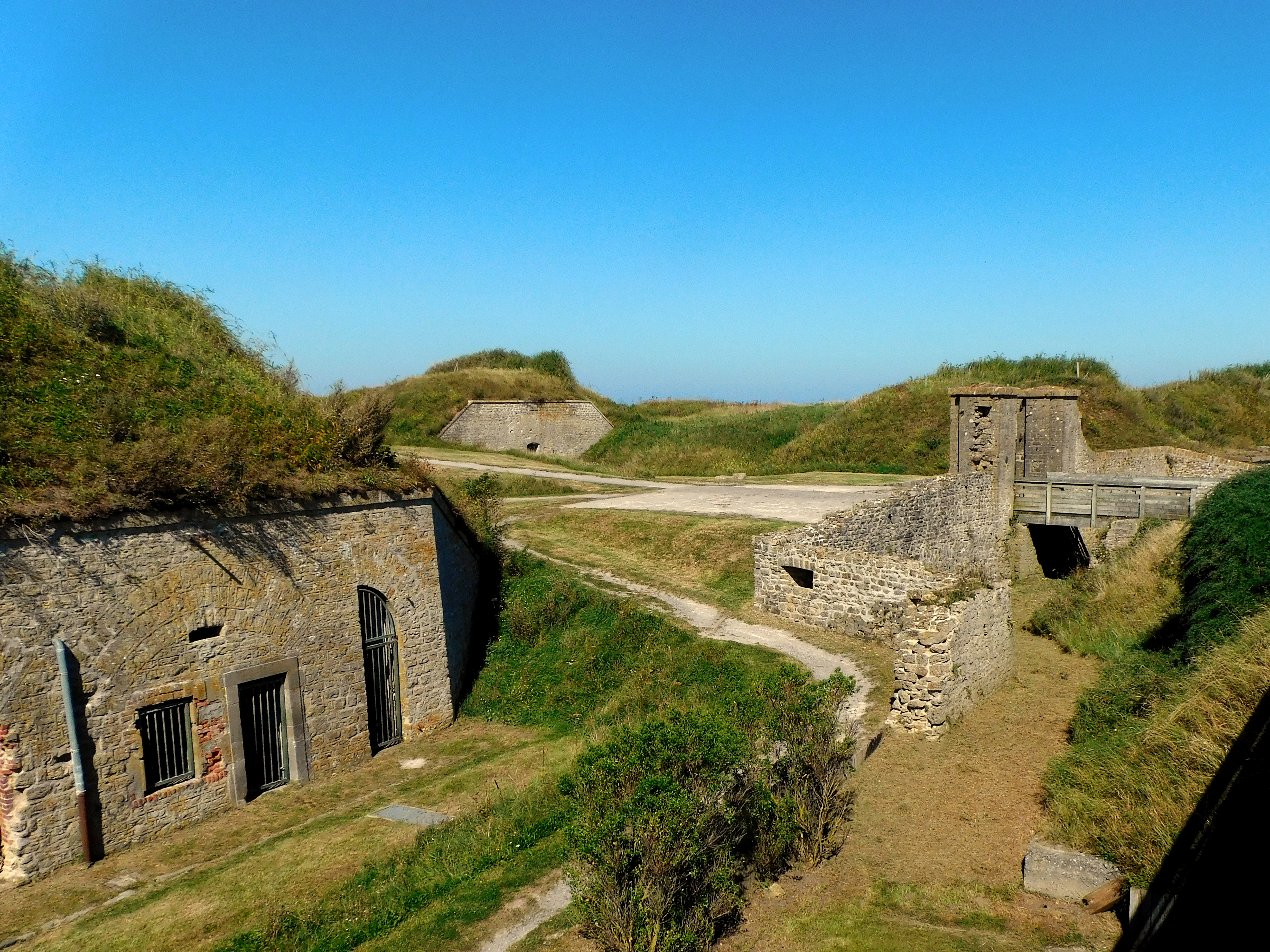
Fort d'Alprech uit 1879
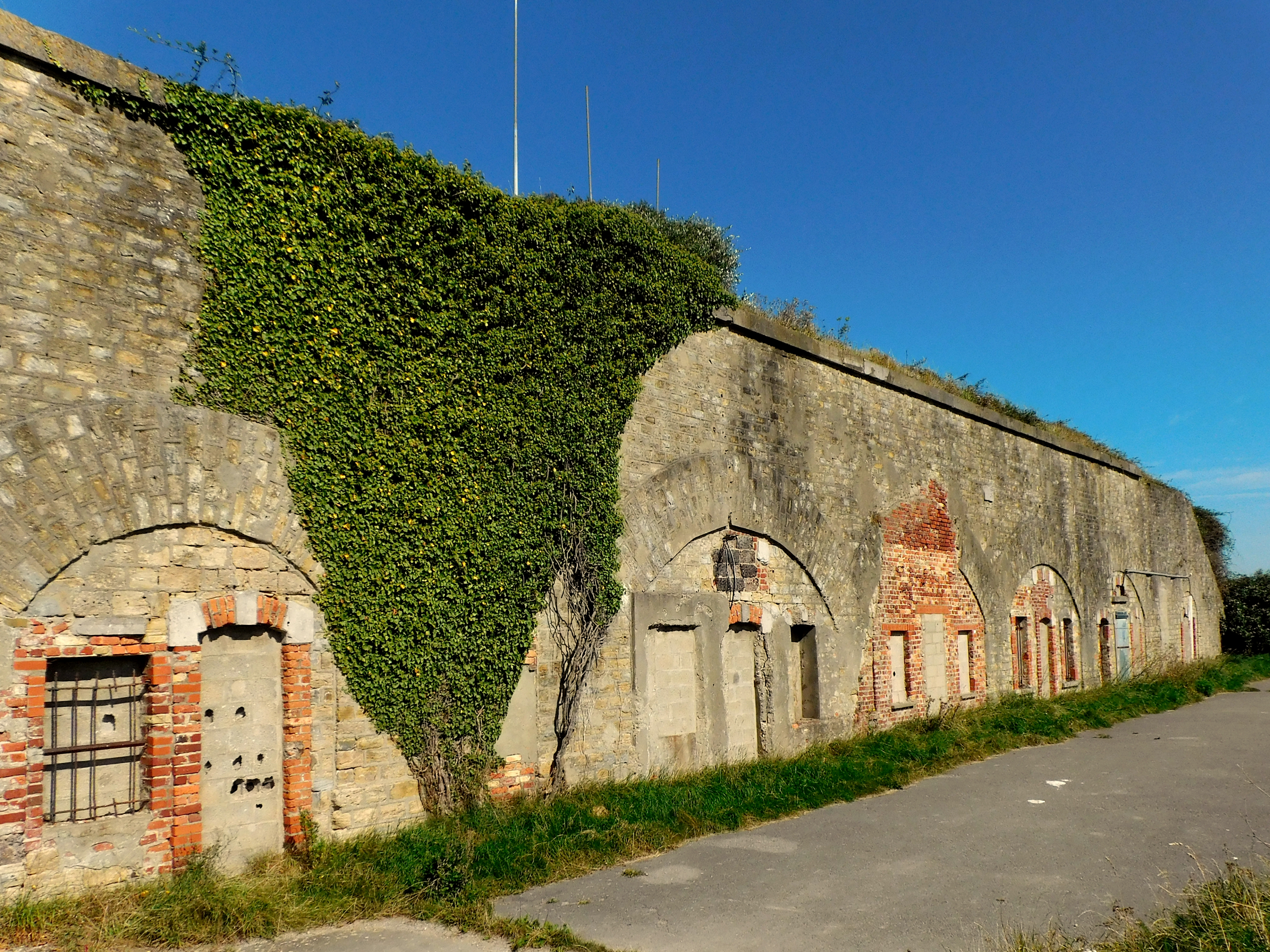
Fort de Coupes uit 1806
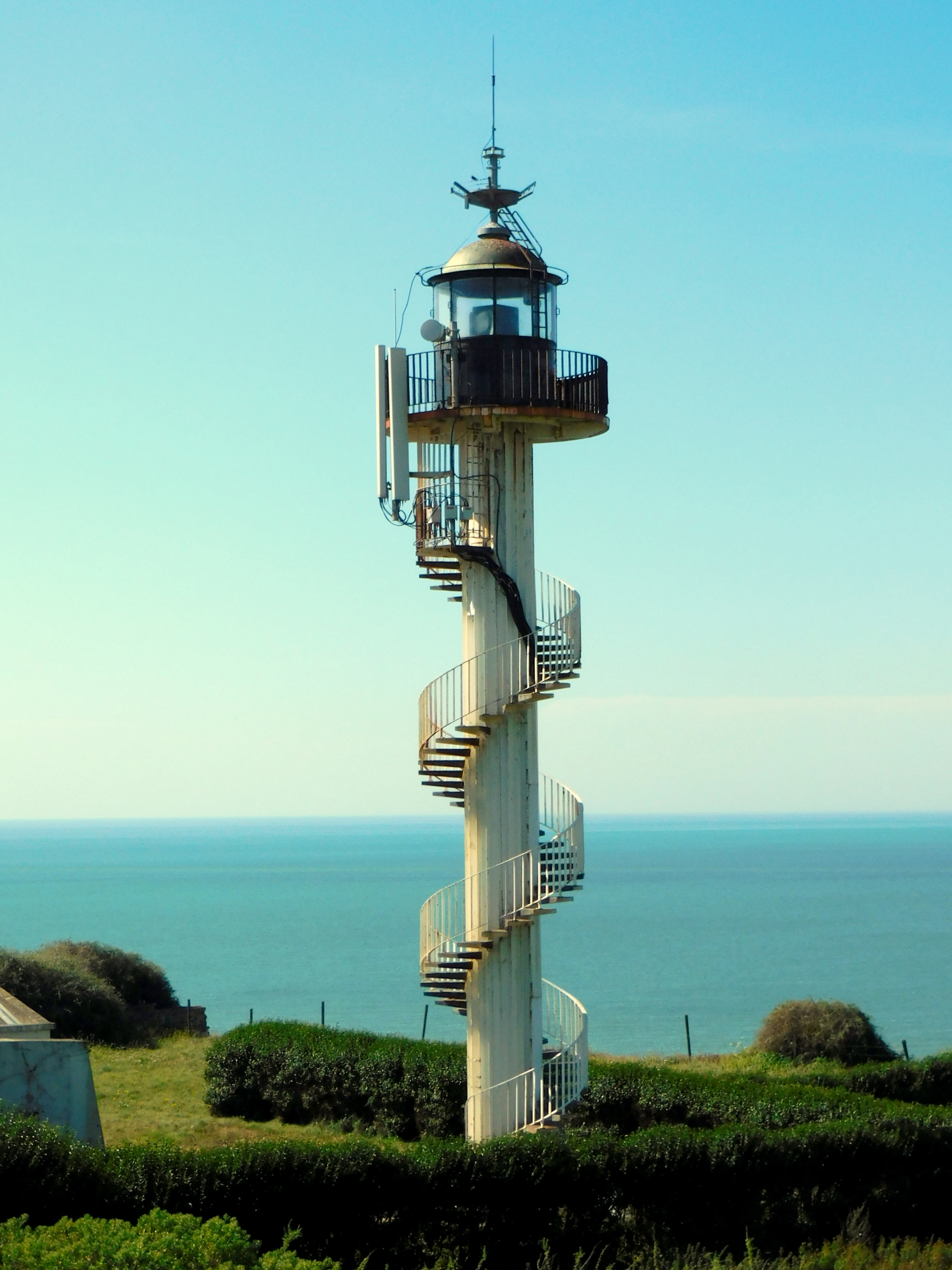
Phare (vuurtoren)

## Demografie
Onderstaande figuur toont het verloop van het inwonertal (bron: INSEE-tellingen).

## Nabijgelegen kernen
Equihen-Plage, Outreau, Boulogne-sur-Mer